# Capranica
Capranica és un municipi de la província italiana de Viterbo, dins de la regió del Laci. El poble té uns 5.600 habitants i se situa a 27 km de la capital de província i a prop d'una hora amb cotxe respecte de Roma.
Capranica està travessada per la Via Francígena.

## Agermanament
L'any 2002 la vila de Capranica es va agermanar amb la ciutat catalana de Ripoll (El Ripollès).